# (1362) Griqua
(1362) Griqua es un asteroide perteneciente al cinturón exterior de asteroides descubierto el 31 de julio de 1935 por Cyril V. Jackson desde el observatorio Union de Johannesburgo, República Sudaficana.

## Designación y nombre
Griqua se designó al principio como 1935 QG1.
Más adelante fue nombrado por los griquas, un pueblo del sur de África.

## Características orbitales
Griqua orbita a una distancia media del Sol de 3,215 ua, pudiendo alejarse hasta 4,409 ua y acercarse hasta 2,02 ua. Tiene una inclinación orbital de 24,23° y una excentricidad de 0,3715. Emplea en completar una órbita alrededor del Sol 2105 días.